# Бонапарт, Жан-Кристоф Наполеон
Жан-Кристоф Луи Фердинан Альберик Наполеон Бонапарт (фр. Jean-Christophe Louis Ferdinand Albéric Napoléon; род. 11 июля 1986, Сен-Рафаель) — претендент на главенство в доме Бонапартов. По традиции обычно именуется «принц Наполеон». Прапраправнук Жерома, короля Вестфалии — самого младшего брата Наполеона I.

## Биография
Жан-Кристоф родился в Сен-Рафаэль, департамент Вар в семье Шарля Мари Жерома Виктора Наполеона Бонапарта и принцессы Беатрисы Бурбон-Сицилийской (из ветви правителей Королевства Обеих Сицилий), дочери принца Фердинанда, герцога Кастро, бывшего претендента на главенство в королевском доме Бурбонов — правителей Королевства Обеих Сицилий. Он прапраправнучатый племянник Наполеона I.
Предок принца в восьмом поколении — Леопольд II (император Священной Римской империи), с 1790 года — король Галиции и Лодомерии, сын императора Франца І Лотарингского и королевы Богемии и Венгрии Марии-Терезии Габсбург.
Его дед, принц Луи Наполеон, умерший в 1997 году, указал в своем завещании, что он желает видеть своим наследником Жана-Кристофа. Невзирая на династические разногласия, принц Шарль, отец Жана-Кристофа, указал, что «никогда не будет конфликта» между ним и его сыном по поводу наследования.
Жан-Кристоф обучался в университете Париж-Юг 11 и в Высшей коммерческой школе менеджмента в Париже.

## Личная жизнь
17 октября 2019 заключил брак с графиней Олимпией фон унд цу Арко-Циннеберг (род. 1988).
Супруга Жана-Кристофа принцесса Олимпия через отца является праправнучкой короля Баварии Людвига III и королевы Марии-Терезии Габсбург-Эсте. По линии матери эрцгерцогини Австрии Марии Беатрис — внучка Роберта, эрцгерцога Австрийского-Эсте, и принцессы Маргариты Савойской-Аостанской. Олимпия также является прапрапраправнучатой племянницей Марии-Луизы, герцогини Пармской, второй жены Наполеона I.
Дети:
- Принц Луи-Шарль Рипран Виктор Жером Мари Наполеон Бонапарт (род. 7 декабря 2022, Париж) — наследник в доме Бонапартов[4].

## Титулы
- 11 июля 1986 — 3 мая 1997: Его Императорское Высочество принц Жан-Кристоф Наполеон
- с 3 мая 1997: Его Императорское Высочество Жан-Кристоф, принц Наполеон